# Батуринское сельское поселение (Смоленская область)
Батуринское сельское поселение — упразднённое муниципальное образование в составе Холм-Жирковского района Смоленской области России.
Административный центр — село Батурино.
Образовано Законом от 28 декабря 2004 года. Упразднено Законом Смоленской области от 20 декабря 2018 года с включением всех входивших в его состав населённых пунктов к 1 января 2019 года в Богдановское сельское поселение.

## Географические данные
- Общая площадь: 482,5 км²
- Расположение: центральная часть Холм-Жирковского района
- Граничит:
  - на севере — с Тверской областью
  - на востоке — с Богдановским сельским поселением
  - на юге — с Ярцевским районом
  - на западе — с Духовщинским районом
- По территории поселения проходит автомобильная дорога Боголюбово — Батурино.
- Крупные реки: Стрелка, Осотня, крупное болото Чистик, Свитский мох.

## Население
| 2011 | 2012 | 2013 | 2014 | 2015 | 2016 | 2017 |
| ---- | ---- | ---- | ---- | ---- | ---- | ---- |
| 261  | ↘250 | ↘232 | ↘210 | ↗213 | ↘207 | ↘202 |
| 2018 | 2019 |      |      |      |      |      |
| ↘200 | ↘192 |      |      |      |      |      |

## Населённые пункты
В состав Батуринского сельского поселения входят 9 населённых пунктов:
- Батурино, село
- Батурино, деревня
- Гульнево, деревня
- Дентялово, деревня
- Конное, деревня
- Нивки, деревня
- Раздобарино, деревня
- Ржавец, деревня
- Холм, деревня